# Laurentius Theodorus Gronovius
Laurens Theodore Gronow ou Laurentius Theodorus Gronovius est un naturaliste et un collectionneur hollandais né le 4 juin 1730 à Leyde et mort le 8 août 1777.

## Biographie
Il est le fils du célèbre botaniste hollandais Jan Frederik Gronovius.
Il fait paraître la deuxième édition de l’ouvrage de son père Johann Friedrich Gronovius (1686-1762), Flora Virginica exhibens Plantas, en 1762.
Il joue un rôle important dans la classification moderne des poissons en publiant notamment Museum ichthyologicum... en 1754. Il met au point une technique de conservation des peaux de poissons, à la manière d'un herbier. Actuellement conservés au Muséum d'histoire naturelle de Londres, ces spécimens sont les plus anciens que l'on connaisse.
Il rassemble aussi une collection de coquillage.
Il est sénateur de Leyde et ami de Carl von Linné (1707-1778).

## Liste partielle des publications
- 1760 : Bibliotheca botanica.
- 1760 : Bibliotheca regni animalis alque lapidei....
- 1754-1756 : Museum ichthyologicum sistens piscium indigenarum et quorundam exoticorum....
- 1763-1781 : Zoophylacium Gronovianum exhibens quadrupeda, amphibia, insecta...
- 1763 : Zoophylacii Gronoviani fasciculus primus exhibens animalia quadrupeda, amphibia atque pisces, quae in museo suo adservat, rite examinavit, systematice disposuit, descripsit atque iconibus illustravit Laur. Theod. Gronovius, J.U.D. ... Lugduni Batavorum. 1–136, 14 pl.